# Nationalpark Río Negro
Der Nationalpark Río Negro liegt im Nordosten des Departamento Alto Paraguay an der bolivianischen Grenze in Paraguay. In Bolivien angrenzend liegt der Nationalpark Otuquis. Der Nationalpark Río Negro hat eine Fläche von 1238 km² und ist Teil des Pantanal, des größten Binnen-Feuchtgebiets der Welt. Das paraguayische Pantanal ist ein äußerst wichtiges Ökosystem. Der Nationalpark Río Negro unterscheidet sich von den anderen Schwemmgebieten in Brasilien und Bolivien, weil er zwischen zwei anderen Ökoregionen liegt – Cerrado und Chaco Seco – wodurch ein einzigartiger Artenreichtum entstand. Er wird auch von den indigenen Stämmen Ybytoso und Tomaraho bewohnt.

## Klima
Das Klima im Pantanalgebiet ist tropisch mit heißen, regenreichen Sommern und trockenen, sonnigen und milden Wintern. Die Mindesttemperaturen liegen zwischen Juni und August nachts bei 17–18 °C, tagsüber bei 27–29 °C, die Höchsttemperaturen von Oktober bis Januar bei 33 °C. Der meiste Niederschlag fällt zwischen November und März (115–180 mm), der geringste zwischen Mai und September (45–55 mm). Die jährliche Niederschlagsmenge beträgt 1100 mm.

## Fauna
Der Nationalpark beherbergt 116 Säugetier-, 42 Reptilien-, 23 Amphibien-, 356 Vogel- und 92 Fischarten, darunter Jaguar, Puma, Mähnenwolf, Großer Ameisenbär, Riesenotter, Riesengürteltier, Sumpfhirsch, Wasserschwein, Tapir, verschiedene Affenarten wie Nachtaffen, Callithrix argentata, Callicebus moloch, Kaimane sowie Hyazinthara, Kolibris, Jabiru und Waldstorch.

## Flora
Auch in der Vegetation bildet sich der Übergang von den Ökoregionen Chaco und Pantanal ab. Es gibt Palmenwälder mit Copernicia alba, den weißen und roten Quebracho, Yvyra Ita (Lonchocarpus leucanthus), Palo blanco (Acacia willardiana), Palo cruz (Tabebuia nodosa) und Palo borracho (Ceiba speciosa) sowie viele Kakteen.